# Шоган Андрій Володимирович
Андрі́й Володи́мирович Шоган — капітан Збройних сил України, бортовий авіаційний технік вертолітної ланки 12-ї окремої бригади армійської авіації, учасник російсько-української війни, Герой України, що відзначився у ході російського вторгнення в Україну.

## Життєпис
У ході російського вторгнення в Україну 2022 року бортовий технік Андрій Шоган у складі екіпажу гелікоптера 12-ї окремої бригади армійської авіації підполковника Олександра Шемета разом зі штурман-льотчиком Олександром Ляшенком на початку квітня здійснили перевезення боєприпасів, висадку розвідувальної групи та евакуацію поранених за маршрутом Маріуполь — Дніпро. При заході на посадку та злеті в Маріуполі були обстріляні противником зі стрілецької зброї та ЗРК «ТОР», але виконали завдання в повному обсязі.
Екіпаж гелікоптера виконував завдання 5 квітня протягом ночі. Політ проходив у надважких умовах через насиченість протиповітряними засобами російських окупаційних військ навколо Маріуполя. При поверненні гелікоптер був під прицільним вогнем російського військового човна. Від того «гелікоптер кидало в повітрі від вибухових хвиль, мов іграшку».
Як виявиться пізніше, це був останній успішний авіапрорив на «Азовсталь». Більше українські льотчики долетіти до «Азовсталі» не зможуть. У ніч проти 17 травня почнеться евакуація українських військовиків з «Азовсталі».

## Нагороди
- звання «Герой України» з врученням ордена «Золота Зірка» (2022) — за особисту мужність і героїзм, виявлені у захисті державного суверенітету та територіальної цілісності України, вірність військовій присязі [2].